# 봉화 청량정사
봉화 청량정사(奉化 淸凉精舍)는 대한민국 경상북도 봉화군 명호면에 있는 건축물이다. 1991년 5월 14일 경상북도의 문화재자료 제244호 청량정사로 지정되었다가, 2017년 5월 15일 경상북도의 기념물 제176호 현재의 명칭으로 지정되었다.

## 개요
송재 이우(1469∼1517)가 조카인 온계와 퇴계, 조효연 등을 가르치던 건물이다. 그 뒤 퇴계 이황 선생이 이곳에 머물며 성리학을 공부하고 후진을 양성하였다.
이황(1501∼1570)은 '동방의 주자'라 불릴만큼 뛰어난 성리학자이며 평생을 검소하게 살다간 사람이다. 그는 숙부인 이우를 따라 이곳에 와서 학문을 익혔다. 또한 여기서 성리학을 연구하며 후학을 양성하였고 국문시가인 '도산십이곡'을 지었다고 한다
건물은 앞면 5칸·옆면 1칸 반 규모로 이루어져 있다.

## 참고 문헌
- 봉화 청량정사 - 국가유산청 국가유산포털